# 14.ª etapa do Giro d'Italia de 2020
A 14.ª etapa do Giro d'Italia de 2020 desenvolveu-se em 17 de outubro de 2020 com uma contrarrelógio individual entre Conegliano e Valdobbiadene sobre um percurso de 34,1 km e foi vencida pelo italiano Filippo Ganna do Ineos Grenadiers. O português João Almeida manteve a liderança e ampliou diferenças com respeito a seus imediatos perseguidores.

## Classificação da etapa
| \| Classificação por etapas \| Classificação por etapas \| Classificação por etapas \| Classificação por etapas \| Classificação por etapas \| \| Ciclista \| Ciclista \| Equipe \| Tempo \| \| \| ------------------------ \| ------------------------ \| ------------------------ \| ------------------------ \| ------------------------ \| \| 1. \| Filippo Ganna \| Ineos Grenadiers \| 42m40s \| \| \| 2. \| Rohan Dennis \| Ineos Grenadiers \| + 26s \| \| \| 3. \| Brandon McNulty \| UAE Team Emirates \| + 1m09s \| \| \| 4. \| Thomas De Gendt \| Lotto-Soudal \| + 1m11s \| \| \| 5. \| Josef Černý \| CCC Team \| + 1m16s \| \| \| 6. \| João Almeida \| Deceuninck-Quick Step \| + 1m31s \| \| \| 7. \| Tanel Kangert \| EF Pro Cycling \| + 1m33s \| \| \| 8. \| Jonathan Castroviejo \| Ineos Grenadiers \| + 1m44s \| \| \| 9. \| Wilco Kelderman \| Team Sunweb \| + 1m47s \| \| \| 10. \| Jan Tratnik \| Bahrain McLaren \| + 2m00s \| \| |                      |                       |         |
| |                      |                       |         |
| Fonte: ProCyclingStats |                      |                       |         |
| Classificação por etapas |                      |                       |         |
| Ciclista | Ciclista             | Equipe                | Tempo   |
| 1. | Filippo Ganna        | Ineos Grenadiers      | 42m40s  |
| 2. | Rohan Dennis         | Ineos Grenadiers      | + 26s   |
| 3. | Brandon McNulty      | UAE Team Emirates     | + 1m09s |
| 4. | Thomas De Gendt      | Lotto-Soudal          | + 1m11s |
| 5. | Josef Černý          | CCC Team              | + 1m16s |
| 6. | João Almeida         | Deceuninck-Quick Step | + 1m31s |
| 7. | Tanel Kangert        | EF Pro Cycling        | + 1m33s |
| 8. | Jonathan Castroviejo | Ineos Grenadiers      | + 1m44s |
| 9. | Wilco Kelderman      | Team Sunweb           | + 1m47s |
| 10. | Jan Tratnik          | Bahrain McLaren       | + 2m00s |

## Classificações ao final da etapa

### Classificação geral(Maglia Rosa)
| \| Classificação geral \| Classificação geral \| Classificação geral \| Classificação geral \| Classificação geral \| \| Ciclista \| Ciclista \| Equipe \| Tempo \| \| \| ------------------- \| ------------------- \| --------------------- \| ------------------- \| ------------------- \| \| 1. \| João Almeida \| Deceuninck-Quick Step \| 54h28m09s \| \| \| 2. \| Wilco Kelderman \| Team Sunweb \| + 56s \| \| \| 3. \| Pello Bilbao \| Bahrain McLaren \| + 2m11s \| \| \| 4. \| Brandon McNulty \| UAE Team Emirates \| + 2m23s \| \| \| 5. \| Vincenzo Nibali \| Trek-Segafredo \| + 2m30s \| \| \| 6. \| Rafał Majka \| Bora-Hansgrohe \| + 2m33s \| \| \| 7. \| Domenico Pozzovivo \| NTT Pro Cycling \| + 2m33s \| \| \| 8. \| Fausto Masnada \| Deceuninck-Quick Step \| + 3m11s \| \| \| 9. \| Patrick Konrad \| Bora-Hansgrohe \| + 3m17s \| \| \| 10. \| Jai Hindley \| Team Sunweb \| + 3m33s \| \| |                    |                       |           |
| |                    |                       |           |
| Fonte: ProCyclingStats |                    |                       |           |
| Classificação geral |                    |                       |           |
| Ciclista | Ciclista           | Equipe                | Tempo     |
| 1. | João Almeida       | Deceuninck-Quick Step | 54h28m09s |
| 2. | Wilco Kelderman    | Team Sunweb           | + 56s     |
| 3. | Pello Bilbao       | Bahrain McLaren       | + 2m11s   |
| 4. | Brandon McNulty    | UAE Team Emirates     | + 2m23s   |
| 5. | Vincenzo Nibali    | Trek-Segafredo        | + 2m30s   |
| 6. | Rafał Majka        | Bora-Hansgrohe        | + 2m33s   |
| 7. | Domenico Pozzovivo | NTT Pro Cycling       | + 2m33s   |
| 8. | Fausto Masnada     | Deceuninck-Quick Step | + 3m11s   |
| 9. | Patrick Konrad     | Bora-Hansgrohe        | + 3m17s   |
| 10. | Jai Hindley        | Team Sunweb           | + 3m33s   |

### Classificação por pontos(Maglia Ciclamino)
| Classificação por pontos | Classificação por pontos | Classificação por pontos    | Classificação por pontos | Classificação por pontos |
| Ciclista                 | Ciclista                 | Equipe                      | Pontos                   |                          |
| ------------------------ | ------------------------ | --------------------------- | ------------------------ | ------------------------ |
| 1.                       | Arnaud Démare            | Groupama-FDJ                | 221 pts                  |                          |
| 2.                       | Peter Sagan              | Bora-Hansgrohe              | 184 pts                  |                          |
| 3.                       | João Almeida             | Deceuninck-Quick Step       | 83 pts                   |                          |
| 4.                       | Diego Ulissi             | UAE Team Emirates           | 77 pts                   |                          |
| 5.                       | Filippo Ganna            | Ineos Grenadiers            | 66 pts                   |                          |
| 6.                       | Patrick Konrad           | Bora-Hansgrohe              | 51 pts                   |                          |
| 7.                       | Simon Pellaud            | Androni Giocattoli-Sidermec | 50 pts                   |                          |
| 8.                       | Davide Ballerini         | Deceuninck-Quick Step       | 40 pts                   |                          |
| 9.                       | Álvaro Hodeg             | Deceuninck-Quick Step       | 39 pts                   |                          |
| 10.                      | Brandon McNulty          | UAE Team Emirates           | 37 pts                   |                          |

### Classificação da montanha(Maglia Azzurra)
| Classificação da montanha | Classificação da montanha | Classificação da montanha   | Classificação da montanha | Classificação da montanha |
| Ciclista                  | Ciclista                  | Equipe                      | Pontos                    |                           |
| ------------------------- | ------------------------- | --------------------------- | ------------------------- | ------------------------- |
| 1.                        | Ruben Guerreiro           | EF Pro Cycling              | 87 pts                    |                           |
| 2.                        | Giovanni Visconti         | Vini Zabù-Brado-KTM         | 76 pts                    |                           |
| 3.                        | Filippo Ganna             | Ineos Grenadiers            | 48 pts                    |                           |
| 4.                        | Jonathan Castroviejo      | Ineos Grenadiers            | 45 pts                    |                           |
| 5.                        | Jonathan Caicedo          | EF Pro Cycling              | 40 pts                    |                           |
| 6.                        | Simon Pellaud             | Androni Giocattoli-Sidermec | 39 pts                    |                           |
| 7.                        | Matthew Holmes            | Lotto-Soudal                | 20 pts                    |                           |
| 8.                        | Domenico Pozzovivo        | NTT Pro Cycling             | 20 pts                    |                           |
| 9.                        | Larry Warbasse            | AG2R La Mondiale            | 20 pts                    |                           |
| 10.                       | Kilian Frankiny           | Groupama-FDJ                | 20 pts                    |                           |

### Classificação dos jovens(Maglia Bianca)
| Classificação dos jovens | Classificação dos jovens | Classificação dos jovens | Classificação dos jovens | Classificação dos jovens |
| Ciclista                 | Ciclista                 | Equipe                   | Tempo                    |                          |
| ------------------------ | ------------------------ | ------------------------ | ------------------------ | ------------------------ |
| 1.                       | João Almeida             | Deceuninck-Quick Step    | 54h28m09s                |                          |
| 2.                       | Brandon McNulty          | UAE Team Emirates        | + 2m23s                  |                          |
| 3.                       | Jai Hindley              | Team Sunweb              | + 3m33s                  |                          |
| 4.                       | Tao Geoghegan Hart       | Ineos Grenadiers         | + 3m44s                  |                          |
| 5.                       | James Knox               | Deceuninck-Quick Step    | + 7m56s                  |                          |
| 6.                       | Sergio Samitier          | Movistar Team            | + 15m29s                 |                          |
| 7.                       | Aurélien Paret-Peintre   | AG2R La Mondiale         | + 21m24s                 |                          |
| 8.                       | Sam Oomen                | Team Sunweb              | + 26m34s                 |                          |
| 9.                       | Attila Valter            | CCC Team                 | + 26m51s                 |                          |
| 10.                      | Matteo Fabbro            | Bora-Hansgrohe           | + 27m16s                 |                          |

### Classificação por equipas"Súper team"
| Classificação por equipes | Classificação por equipes | Classificação por equipes | Classificação por equipes |
| Equipe                    | Equipe                    | Tempo                     |                           |
| ------------------------- | ------------------------- | ------------------------- | ------------------------- |
| 1.                        | Ineos Grenadiers          | 63h21m41s                 |                           |
| 2.                        | Deceuninck-Quick Step     | + 12m58s                  |                           |
| 3.                        | Team Sunweb               | + 16m20s                  |                           |
| 4.                        | Bora-Hansgrohe            | + 24m59s                  |                           |
| 5.                        | Bahrain McLaren           | + 41m25s                  |                           |
| 6.                        | Movistar Team             | + 52m32s                  |                           |
| 7.                        | Trek-Segafredo            | + 56m55s                  |                           |
| 8.                        | Astana                    | + 1h06m40s                |                           |
| 9.                        | CCC Team                  | + 1h07m25s                |                           |
| 10.                       | UAE Team Emirates         | + 1h15m12s                |                           |

## Abandonos
- Giulio Ciccone não tomou a saída por uma bronquite.[2]